# Harmothoe ernesti
Harmothoe ernesti är en ringmaskart som beskrevs av Augener 1931. Harmothoe ernesti ingår i släktet Harmothoe och familjen Polynoidae. Inga underarter finns listade i Catalogue of Life.